# Artéria umeral circunflexa anterior
A artéria umeral circunflexa anterior é uma artéria que vasculariza o membro superior.